# Scottish Premier League w piłce siatkowej mężczyzn (2023/2024)
Scottish Premier League 2023/2024 − 55. sezon ligowych mistrzostw Szkocji w piłce siatkowej zorganizowany przez stowarzyszenie Scottish Volleyball. Zainaugurowany został 7 października 2023 roku i trwał do 11 maja 2024 roku.
W Premier League uczestniczyło osiem drużyn. Do najwyższej klasy rozgrywkowej dołączył mistrz League One – Edinburgh Jets Bears. Rozgrywki składały się z fazy zasadniczej oraz fazy play-off.
Po raz 14. mistrzem Szkocji został klub City of Glasgow Ragazzi, który w finałach fazy play-off pokonał City of Edinburgh. Trzecie miejsce zajął zespół Edinburgh Jets Bears.

## System rozgrywek
Scottish Premier League w sezonie 2023/2024 składała się z fazy zasadniczej oraz fazy play-off.
W fazie zasadniczej drużyny rozegrały ze sobą po dwa spotkania systemem kołowym (mecz u siebie i rewanż na wyjeździe). Cztery najlepsze zespoły awansowały do fazy play-off. Drużyna, która zajęła 7. miejsce, trafiła do baraży, natomiast ta, która fazę zasadniczą zakończyła na 8. miejscu, spadła do niższej ligi.
Faza play-off składała się z półfinałów, meczu o 3. miejsce oraz finałów. Pary półfinałowe powstały na podstawie miejsc zajętych przez poszczególne zespoły w fazie zasadniczej według klucza: 1-4; 2-3. Drużyny w ramach pary rozegrały dwumecz. O awansie decydowała liczba zdobytych punktów. Za zwycięstwo 3:0 lub 3:1 drużyna otrzymywała 3 punkty, za zwycięstwo 3:2 – 2 punkty, za porażkę 2:3 – 1 punkt, natomiast za porażkę 1:3 lub 0:3 – 0 punktów. Jeżeli w dwumeczu oba zespoły miały taką samą liczbę punktów, rozgrywany był tzw. złoty set grany do 15 punktów z dwoma punktami przewagi jednej z drużyn. Gospodarzem pierwszego meczu w parze był zespół, który w fazie zasadniczej zajął niższe miejsce. Zwycięzcy półfinałów awansowali do finałów, przegrani natomiast grali jeden mecz o 3. miejsce. Gospodarzem meczu o 3. miejsce była drużyna, która fazę zasadniczą zakończyła na wyższym miejscu. W finałach obowiązywały zasady analogiczne co w półfinałach.
W barażach zespół, który zajął 8. miejsce w fazie zasadniczej, grał jeden mecz z drużyną, która zakończyła rozgrywki w Division One na 2. miejscu.

## Drużyny uczestniczące
W szkockiej Premier League w sezonie 2023/2024 uczestniczyło 8 zespołów. W porównaniu z poprzednim sezonem do rozgrywek dołączył mistrz League One – Edinburgh Jets Bears.
| Scottish Premier League 2023/2024                                                     | Scottish Premier League 2023/2024 |
| ------------------------------------------------------------------------------------- | --------------------------------- |
| City of Glasgow Ragazzi                                                               | 1                                 |
| City of Edinburgh                                                                     | 2                                 |
| NUVOC                                                                                 | 3                                 |
| VA Vortex                                                                             | 4                                 |
| Edinburgh University                                                                  | 5                                 |
| Dundee                                                                                | 6                                 |
| Glasgow Mets                                                                          | 7                                 |
| Awans z League One                                                                    |                                   |
| Edinburgh Jets Bears                                                                  | 1                                 |
| Oznaczenia: - kolumna druga – miejsce zajęte przez daną drużynę w poprzednim sezonie. |                                   |

### Awanse i spadki
| Poz. | Spadek z Premier League 2022/2023 |
| ---- | --------------------------------- |
| 8.   | South Ayrshire                    |

| Poz. | Awans z League One 2022/2023 |
| ---- | ---------------------------- |
| 1.   | Edinburgh Jets Bears         |

## Hale sportowe
| Drużyna                 | Hala sportowa                      | Miejscowość  | *     |
| ----------------------- | ---------------------------------- | ------------ | ----- |
| City of Edinburgh       | Queensferry High School            | Queensferry  |       |
| City of Glasgow Ragazzi | Coatbridge High School             | Coatbridge   |       |
| Dundee                  | Craigie High School                | Dundee       |       |
| Edinburgh Jets Bears    | Edinburgh College – Granton Campus | Edynburg     | [ a ] |
| Edinburgh Jets Bears    | St Augustine's High School         | Edynburg     | [ a ] |
| Edinburgh Jets Bears    | Broughton High School              | Edynburg     | [ a ] |
| Edinburgh University    | Pleasance Sports Complex & Gym     | Edynburg     | [ b ] |
| Edinburgh University    | St Leonard's Land – Games Hall     | Edynburg     | [ b ] |
| Edinburgh University    | Forrester High School              | Edynburg     | [ b ] |
| Glasgow Mets            | ARC Health and Wellbeing Facility  | Glasgow      | [ c ] |
| Glasgow Mets            | Chryston High School               | Chryston     | [ c ] |
| NUVOC                   | Liberton High School               | Edynburg     | [ d ] |
| NUVOC                   | Forrester High School              | Edynburg     | [ d ] |
| NUVOC                   | James Gillespie's High School      | Edynburg     | [ d ] |
| VA Vortex               | Aberdeen Grammar School            | Aberdeen     | [ e ] |
| VA Vortex               | Beacon Sports Centre               | Beaconsfield | [ e ] |
| Źródło:                 |                                    |              |       |

Uwaga: Drugi mecz finałowy odbył się w centrum sportowym Oriam w Edynburgu.

## Faza zasadnicza

### Tabela wyników
| Gospodarz \ Gość1       | RAG | CoE | NUVOC | VA  | EDU | DUN | MET | EJB |
| ----------------------- | --- | --- | ----- | --- | --- | --- | --- | --- |
| City of Glasgow Ragazzi | -   | 3:1 | 3:1   | 3:0 | 3:0 | 3:0 | 3:0 | 3:0 |
| City of Edinburgh       | 2:3 | -   | 3:2   | 3:0 | 3:2 | 3:0 | 3:1 | 3:0 |
| NUVOC                   | 0:3 | 1:3 | -     | 3:0 | 3:2 | 3:0 | 1:3 | 3:2 |
| VA Vortex               | 0:3 | 0:3 | 3:2   | -   | 3:1 | 3:1 | 3:0 | 3:1 |
| Edinburgh University    | 0:3 | 0:3 | 3:2   | 3:1 | -   | 3:0 | 0:3 | 2:3 |
| Dundee                  | 0:3 | 0:3 | 0:3   | 3:0 | 3:1 | -   | 3:0 | 0:3 |
| Glasgow Mets            | 0:3 | 0:3 | 2:3   | 0:3 | 2:3 | 3:1 | -   | 3:0 |
| Edinburgh Jets Bears    | 0:3 | 0:3 | 3:1   | 3:1 | 2:3 | 3:0 | 3:2 | -   |

Źródło: 
1 Drużyna gospodarzy jest wymieniona po lewej stronie tabeli.
Kolory:
  zwycięstwo gospodarzy 3:0 lub 3:1
  zwycięstwo gospodarzy 3:2
  zwycięstwo gości 3:0 lub 3:1
  zwycięstwo gości 3:2

### Terminarz i wyniki spotkań
| Data                                                            | Godz. | Gospodarz               | Rezultat                                | Gość                    |
| --------------------------------------------------------------- | ----- | ----------------------- | --------------------------------------- | ----------------------- |
| 1. KOLEJKA                                                      |       |                         |                                         |                         |
| 7.10.2023                                                       | 9:45  | City of Glasgow Ragazzi | 3:0 (25:14, 25:19, 25:16)               | Glasgow Mets            |
| 11.10.2023                                                      | 11:00 | City of Edinburgh       | 3:2 (21:25, 25:16, 25:20, 20:25, 15:12) | NUVOC                   |
| 11.10.2023                                                      | 14:00 | VA Vortex               | 3:1 (23:25, 26:24, 25:22, 25:14)        | Edinburgh Jets Bears    |
| 11.10.2023                                                      | 14:00 | Edinburgh University    | 3:0 (25:21, 25:12, 26:24)               | Dundee                  |
| 2. KOLEJKA                                                      |       |                         |                                         |                         |
| 21.01.2024                                                      | 11:30 | Dundee                  | 0:3 (15:25, 23:25, 15:25)               | City of Glasgow Ragazzi |
| 21.10.2023                                                      | 12:30 | Edinburgh Jets Bears    | 0:3 (25:27, 18:25, 23:25)               | City of Edinburgh       |
| 17.02.2024                                                      | 10:30 | NUVOC                   | 3:0 (25:15, 25:19, 25:15)               | VA Vortex               |
| 21.10.2023                                                      | 14:45 | Glasgow Mets            | 2:3 (25:20, 13:25, 25:21, 17:25, 8:15)  | Edinburgh University    |
| 3. KOLEJKA                                                      |       |                         |                                         |                         |
| 28.10.2023                                                      | 11:45 | City of Glasgow Ragazzi | 3:0 (25:21, 25:18, 25:23)               | Edinburgh Jets Bears    |
| 28.10.2023                                                      | 12:00 | City of Edinburgh       | 3:0 (25:21, 25:18, 25:23)               | Dundee                  |
| 28.10.2023                                                      | 14:30 | VA Vortex               | 3:0 (25:17, 25:13, 25:19)               | Glasgow Mets            |
| 28.10.2023                                                      | 15:00 | Edinburgh University    | 3:2 (25:18, 21:25, 19:25, 25:12, 15:9)  | NUVOC                   |
| 4. KOLEJKA                                                      |       |                         |                                         |                         |
| 11.11.2023                                                      | 12:50 | NUVOC                   | 0:3 (15:25, 17:25, 16:25)               | City of Glasgow Ragazzi |
| 11.11.2023                                                      | 14:45 | Glasgow Mets            | 0:3 (25:27, 10:25, 18:25)               | City of Edinburgh       |
| 11.11.2023                                                      | 13:45 | Dundee                  | 3:0 (25:8, 25:23, 25:23)                | VA Vortex               |
| 11.11.2023                                                      | 12:00 | Edinburgh Jets Bears    | 2:3 (16:25, 26:24, 23:25, 26:24, 13:15) | Edinburgh University    |
| 5. KOLEJKA                                                      |       |                         |                                         |                         |
| 18.11.2023                                                      | 11:45 | City of Glasgow Ragazzi | 3:0 (25:18, 25:23, 25:19)               | Edinburgh University    |
| 18.11.2023                                                      | 10:30 | City of Edinburgh       | 3:0 (25:16, 25:15, 34:32)               | VA Vortex               |
| 18.11.2023                                                      | 15:30 | NUVOC                   | 3:2 (23:25, 25:20, 25:22, 19:25, 15:13) | Edinburgh Jets Bears    |
| 18.11.2023                                                      | 13:45 | Glasgow Mets            | 3:1 (25:20, 25:18, 20:25, 25:20)        | Dundee                  |
| 6. KOLEJKA                                                      |       |                         |                                         |                         |
| 25.11.2023                                                      | 11:45 | VA Vortex               | 0:3 (21:25, 22:25, 25:27)               | City of Glasgow Ragazzi |
| 25.11.2023                                                      | 15:30 | Edinburgh University    | 0:3 (13:25, 14:25, 20:25)               | City of Edinburgh       |
| 25.11.2023                                                      | 11:45 | Dundee                  | 0:3 (14:25, 16:25, 22:25)               | NUVOC                   |
| 25.11.2023                                                      | 9:30  | Edinburgh Jets Bears    | 3:2 (25:21, 20:25, 22:25, 27:25, 15:7)  | Glasgow Mets            |
| 7. KOLEJKA                                                      |       |                         |                                         |                         |
| 9.12.2023                                                       | 11:45 | City of Glasgow Ragazzi | 3:1 (25:21, 25:17, 15:25, 28:26)        | City of Edinburgh       |
| 9.12.2023                                                       | 11:45 | VA Vortex               | 3:1 (25:20, 25:23, 20:25, 25:19)        | Edinburgh University    |
| 9.12.2023                                                       | 14:45 | Glasgow Mets            | 2:3 (13:25, 25:22, 25:18, 17:25, 9:15)  | NUVOC                   |
| 9.12.2023                                                       | 11:45 | Dundee                  | 0:3 (15:25, 22:25, 24:26)               | Edinburgh Jets Bears    |
| 8. KOLEJKA                                                      |       |                         |                                         |                         |
| 6.01.2024                                                       | 12:45 | Glasgow Mets            | 0:3 (23:25, 22:25, 14:25)               | City of Glasgow Ragazzi |
| 1.03.2024                                                       | 19:40 | NUVOC                   | 1:3 (22:25, 25:20, 26:28, 23:25)        | City of Edinburgh       |
| 27.01.2024                                                      | 13:30 | Edinburgh Jets Bears    | 3:1 (25:18, 25:15, 21:25, 25:20)        | VA Vortex               |
| 6.01.2024                                                       | 14:00 | Dundee                  | 3:1 (18:25, 25:23, 25:15, 25:22)        | Edinburgh University    |
| 9. KOLEJKA                                                      |       |                         |                                         |                         |
| 13.01.2024                                                      | 10:15 | City of Glasgow Ragazzi | 3:0 (25:18, 25:18, 25:21)               | Dundee                  |
| 13.01.2024                                                      | 10:00 | City of Edinburgh       | 3:0 (25:15, 25:17, 25:20)               | Edinburgh Jets Bears    |
| 13.01.2024                                                      | 14:00 | VA Vortex               | 3:2 (17:25, 25:23, 22:25, 25:19, 16:14) | NUVOC                   |
| 13.01.2024                                                      | 10:30 | Edinburgh University    | 0:3 (11:25, 21:25, 23:25)               | Glasgow Mets            |
| 10. KOLEJKA                                                     |       |                         |                                         |                         |
| 3.02.2024                                                       | 12:15 | Edinburgh Jets Bears    | 0:3 (20:25, 14:25, 24:26)               | City of Glasgow Ragazzi |
| 3.02.2024                                                       | 13:30 | Dundee                  | 0:3 (19:25, 23:25, 16:25)               | City of Edinburgh       |
| 3.02.2024                                                       | 12:45 | Glasgow Mets            | 0:3 (23:25, 23:25, 19:25)               | VA Vortex               |
| 3.02.2024                                                       | 12:00 | NUVOC                   | 3:2 (23:25, 25:15, 20:25, 25:20, 15:10) | Edinburgh University    |
| 11. KOLEJKA                                                     |       |                         |                                         |                         |
| 10.02.2024                                                      | 10:00 | City of Glasgow Ragazzi | 3:1 (25:14, 22:25, 25:14, 25:21)        | NUVOC                   |
| 10.02.2024                                                      | 10:00 | City of Edinburgh       | 3:1 (22:25, 25:17, 25:20, 25:16)        | Glasgow Mets            |
| 10.02.2024                                                      | 11:45 | VA Vortex               | 3:1 (25:19, 25:19, 20:25, 28:26)        | Dundee                  |
| 10.02.2024                                                      | 18:00 | Edinburgh University    | 2:3 (25:23, 22:25, 24:26, 25:15, 14:16) | Edinburgh Jets Bears    |
| 12. KOLEJKA                                                     |       |                         |                                         |                         |
| 24.02.2024                                                      | 13:30 | Edinburgh University    | 0:3 (21:25, 21:25, 13:25)               | City of Glasgow Ragazzi |
| 24.02.2024                                                      | 14:00 | VA Vortex               | 0:3 (22:25, 19:25, 17:25)               | City of Edinburgh       |
| 24.02.2024                                                      | 14:30 | Edinburgh Jets Bears    | 3:1 (25:18, 16:25, 27:25, 25:19)        | NUVOC                   |
| 24.02.2024                                                      | 13:30 | Dundee                  | 3:0 (25:20, 25:13, 25:15)               | Glasgow Mets            |
| 13. KOLEJKA                                                     |       |                         |                                         |                         |
| 16.03.2024                                                      | 13:30 | City of Glasgow Ragazzi | 3:0 (25:14, 25:23, 25:23)               | VA Vortex               |
| 16.03.2024                                                      | 12:00 | City of Edinburgh       | 3:2 (23:25, 25:22, 19:25, 25:21, 15:8)  | Edinburgh University    |
| 16.03.2024                                                      | 11:45 | NUVOC                   | 3:0 (25:17, 25:17, 25:17)               | Dundee                  |
| 16.03.2024                                                      | 12:15 | Glasgow Mets            | 3:0 (25:18, 25:22, 25:22)               | Edinburgh Jets Bears    |
| 14. KOLEJKA                                                     |       |                         |                                         |                         |
| 23.03.2024                                                      | 12:00 | City of Edinburgh       | 2:3 (25:17, 19:25, 28:26, 21:25, 8:15)  | City of Glasgow Ragazzi |
| 23.03.2024                                                      | 14:00 | Edinburgh University    | 3:1 (25:23, 25:19, 20:25, 26:24)        | VA Vortex               |
| 23.03.2024                                                      | 10:40 | NUVOC                   | 1:3 (20:25, 27:29, 25:17, 15:25)        | Glasgow Mets            |
| 23.03.2024                                                      | 10:00 | Edinburgh Jets Bears    | 3:0 (25:20, 25:18, 25:17)               | Dundee                  |
| Wszystkie godziny według czasu lokalnego (UTC±0/UTC+1). Źródło: |       |                         |                                         |                         |

### Tabela
| Lp.                                                  | Drużyna                 | Pkt | Mecze | Mecze | Mecze | Rodzaj wyniku | Rodzaj wyniku | Rodzaj wyniku | Rodzaj wyniku | Rodzaj wyniku | Rodzaj wyniku | Sety | Sety | Sety  | Małe punkty | Małe punkty | Małe punkty |
| Lp.                                                  | Drużyna                 | Pkt | M     | W     | P     | 3:0           | 3:1           | 3:2           | 2:3           | 1:3           | 0:3           | wyg. | prz. | stos. | zdob.       | str.        | stos.       |
| ---------------------------------------------------- | ----------------------- | --- | ----- | ----- | ----- | ------------- | ------------- | ------------- | ------------- | ------------- | ------------- | ---- | ---- | ----- | ----------- | ----------- | ----------- |
| 1                                                    | City of Glasgow Ragazzi | 41  | 14    | 14    | 0     | 11            | 2             | 1             | 0             | 0             | 0             | 42   | 4    | 10.5  | 1126        | 893         | 1.26        |
| 2                                                    | City of Edinburgh       | 35  | 14    | 12    | 2     | 8             | 2             | 2             | 1             | 1             | 0             | 39   | 12   | 3.25  | 1211        | 1033        | 1.17        |
| 3                                                    | NUVOC                   | 18  | 14    | 6     | 8     | 3             | 0             | 3             | 3             | 4             | 1             | 28   | 30   | 0.93  | 1230        | 1216        | 1.01        |
| 4                                                    | Edinburgh Jets Bears    | 18  | 14    | 6     | 8     | 2             | 2             | 2             | 2             | 1             | 5             | 23   | 30   | 0.77  | 1148        | 1191        | 0.96        |
| 5                                                    | VA Vortex               | 17  | 14    | 6     | 8     | 2             | 3             | 1             | 0             | 2             | 6             | 20   | 29   | 0.69  | 1068        | 1134        | 0.94        |
| 6                                                    | Edinburgh University    | 15  | 14    | 5     | 9     | 1             | 1             | 3             | 3             | 2             | 4             | 23   | 34   | 0.68  | 1191        | 1237        | 0.96        |
| 7                                                    | Glasgow Mets            | 15  | 14    | 4     | 10    | 2             | 2             | 0             | 3             | 1             | 6             | 19   | 32   | 0.59  | 1022        | 1156        | 0.88        |
| 8                                                    | Dundee                  | 9   | 14    | 3     | 11    | 2             | 1             | 0             | 0             | 2             | 9             | 11   | 34   | 0.32  | 921         | 1057        | 0.87        |
| Legenda: faza play-off baraże spadek do Division One |                         |     |       |       |       |               |               |               |               |               |               |      |      |       |             |             |             |

Źródło: 
Punktacja: 3:0 i 3:1 – 3 pkt; 3:2 – 2 pkt; 2:3 – 1 pkt; 1:3 i 0:3 – 0 pkt
Zasady ustalania kolejności: 1. liczba punktów; 2. liczba zwycięstw; 3. stosunek setów; 4. stosunek małych punktów; 5. bilans w bezpośrednich meczach

## Faza play-off
Wszystkie godziny według czasu lokalnego (UTC+1).

### Półfinały
Format: dwumecz z ewentualnym złotym setem
Punktacja: 3:0 i 3:1 – 3 pkt; 3:2 – 2 pkt; 2:3 – 1 pkt; 1:3 i 0:3 – 0 pkt
| Data                        | Godz.                       | Gospodarz                   | Rezultat                  | Gość                     |
| --------------------------- | --------------------------- | --------------------------- | ------------------------- | ------------------------ |
| City of Glasgow Ragazzi (1) | City of Glasgow Ragazzi (1) | City of Glasgow Ragazzi (1) | 6 – 0                     | (4) Edinburgh Jets Bears |
| 27.04.2024                  | 12:00                       | City of Glasgow Ragazzi     | 3:0 (27:25, 25:18, 25:22) | Edinburgh Jets Bears     |
| 28.04.2024                  | 10:00                       | Edinburgh Jets Bears        | 0:3 (17:25, 15:25, 16:25) | City of Glasgow Ragazzi  |
| City of Edinburgh (2)       | City of Edinburgh (2)       | City of Edinburgh (2)       | 6 – 0                     | (3) NUVOC                |
| 27.04.2024                  | 13:00                       | City of Edinburgh           | 3:0 (39:37, 25:17, 25:22) | NUVOC                    |
| 28.04.2024                  | 13:40                       | NUVOC                       | 0:3 (17:25, 23:25, 23:25) | City of Edinburgh        |

Źródło: 

### Mecz o 3. miejsce
Format: jeden mecz
| Data      | Godz. | Gospodarz | Rezultat                  | Gość                 |
| --------- | ----- | --------- | ------------------------- | -------------------- |
| 4.05.2024 | 11:40 | NUVOC     | 0:3 (20:25, 22:25, 23:25) | Edinburgh Jets Bears |

Źródło: 

### Finały
Format: dwumecz z ewentualnym złotym setem
Punktacja: 3:0 i 3:1 – 3 pkt; 3:2 – 2 pkt; 2:3 – 1 pkt; 1:3 i 0:3 – 0 pkt
| Data                        | Godz.                       | Gospodarz                   | Rezultat                                | Gość                  |
| --------------------------- | --------------------------- | --------------------------- | --------------------------------------- | --------------------- |
| City of Glasgow Ragazzi (1) | City of Glasgow Ragazzi (1) | City of Glasgow Ragazzi (1) | 5 – 1                                   | (2) City of Edinburgh |
| 4.05.2024                   |                             | City of Glasgow Ragazzi     | 3:0                                     | City of Edinburgh     |
| 11.05.2024                  | 11:45                       | City of Glasgow Ragazzi     | 3:2 (23:25, 22:25, 25:14, 25:17, 18:16) | City of Edinburgh     |

Źródło: 

## Klasyfikacja końcowa
| Poz. | Drużyna                 |
| ---- | ----------------------- |
| 1.   | City of Glasgow Ragazzi |
| 2.   | City of Edinburgh       |
| 3.   | Edinburgh Jets Bears    |
| 4.   | NUVOC                   |
| 5.   | VA Vortex               |
| 6.   | Edinburgh University    |
| 7.   | Glasgow Mets            |
| 8.   | Dundee                  |

Legenda:
     baraże
     spadek do Division One

## Baraże
Format: jeden mecz
Miejsce: Park Villa Community Sports Hub, Glasgow
| Data       | Godz. | Gospodarz    | Rezultat                  | Gość          |
| ---------- | ----- | ------------ | ------------------------- | ------------- |
| 27.04.2024 | 12:45 | Glasgow Mets | 3:0 (25:22, 25:16, 25:15) | Forza Ragazzi |

Źródło: 